# إيلينا غابرييلا روس
إيلينا غابرييلا روس (مواليد 6 نوفمبر 1997) هي لاعبة تنس محترفة رومانية، أعلى تصنيف لها في الفردي كان ال55 في أبريل 2022.

## روابط خارجية
- إيلينا غابرييلا روس على موقع رابطة محترفات التنس (الإنجليزية)
- إيلينا غابرييلا روس على موقع الاتحاد الدولي لكرة المضرب (الإنجليزية)
- إيلينا غابرييلا روس على موقع كأس بيلي جين كينغ (الإنجليزية)
- إيلينا غابرييلا روس على موقع بطولة ويمبلدون (الإنجليزية)
- إيلينا غابرييلا روس على موقع خلاصة التنس.كوم (الإنجليزية)
- إيلينا غابرييلا روس على موقع إي إس بي إن.كوم (الإنجليزية)